# Kabupaten Bolaang Mongondow Utara
Kabupaten Bolaang Mongondow Utara (engelska: North Bolaang Mongondow Regency) är ett kabupaten i Indonesien.   Det ligger i provinsen Sulawesi Utara, i den nordöstra delen av landet, 2 000 km öster om huvudstaden Jakarta. Antalet invånare är 70 693.